# 61 Cygni
61 Cygni, známá též jako Besselova hvězda či Letící hvězda, je dvojhvězda v souhvězdí Labutě. Její složky tvoří dvě trpasličí hvězdy spektrální třídy K o jasnosti 5,2 a 6,03 mag. Dvojhvězda je to nenápadná, avšak zviditelnila se tím, že byla první hvězdou, u které se podařilo změřit paralaxu a určit její vzdálenost od Slunce.
Friedrich Wilhelm Bessel u ní změřil v roce 1838 paralaxu 0,314″, což odpovídá vzdálenosti od Země 10,4 světelných let. Hodnota byla velmi blízko skutečné vzdálenosti 11,4 světelných let. Hvězda byla Besselem zvolena, protože vykazuje velký vlastní pohyb po obloze, 5,2″ za rok. Z tohoto důvodu se někdy nazývá Letící hvězda. Z rychlosti pohybu správně usuzoval, že se hvězda nachází velmi blízko Země. Vzhledem k Zemi je 15. nejbližší hvězdou (složky vícenásobných hvězd nejsou započítány) a zároveň 7. hvězdou s nejrychlejším pohybem po obloze. V průběhu dvacátého století několikrát astronomové ohlásili objev planet obíhajících jednu ze dvou složek hvězdy, avšak nedávná precizní měření radiálních rychlostí hvězdy ukázala, že všechna předchozí měření byla chybná. K dnešnímu dni[kdy?] žádné planety u hvězdy nebyly potvrzeny.

## Historie pozorování
Na velký vlastní pohyb 61 Cygni poprvé poukázal Giuseppe Piazzi v roce 1804, který ji pojmenoval Letící hvězda. Piazziho objev vzbudil ve své době malou pozornost vzhledem k relativně krátké době pozorování hvězdy – pouhých deseti let. V roce 1812 navrhl Friedrich Wilhelm Bessel, aby hvězdě astronomové začali věnovat zvýšenou pozornost.
Friedrich Georg Wilhelm von Struve objevil roku 1830, že hvězda 61 Cygni je dvojhvězdou. Ještě mnoho let však nebylo jisté, zda se jedná o náhodné seskupení hvězd či gravitačně vázaný systém.
Dvojhvězda vykazovala velký vlastní pohyb, který byl tehdy největším známým a tak když to kvalita astronomických pozorování umožnila, stala se 61 Cygni žhavým kandidátem na určení vzdálenosti metodou paralaxy. Dvojhvězda se stala první hvězdou (krom Slunce), jejíž vzdálenost byla ze Země změřena. Měření bylo provedeno v roce 1838 Besselem, který naměřil paralaxu 0,3136". V dnešní době se udává hodnota paralaxy 0,28718", což odpovídá vzdálenosti hvězdy 11,36 světelných let od Země.
O několik let později byla objevena hvězda Groombridge 1830 s větším vlastní pohybem. Groombridge 1830 hvězdné velikosti 6,4 mag lze pouhým okem pozorovat pouze za výjimečně tmavé oblohy. 61 Cygni je hvězda s největším vlastním pohybem, která je viditelná pouhým okem. Má sedmý nejvyšší vlastní pohyb z hvězd, které jsou uvedeny katalogu Hipparcos.
V roce 1911 byla Besselova paralaxa z 0,3136" opravena na 0,310", a pozorování z Yerkesovy observatoře zjistila radiální rychlost hvězdy 62 km/s, která společně s vlastním pohybem příčně k Zemi 79 km/s dává prostorovou rychlost kolem 100 km/s směrem k bodu 12 stupňů na západ od Orionova pásu.
V roce 1911 publikoval Benjamin Boss údaje o tom, že 61 Cygni je členem skupiny hvězd, která byla později rozšířena o dalších 26 potenciálních členů. Mezi možné členy skupiny patří Beta Columbae, Pí Mensae, 14 Tauri a 68 Virginis. Typická prostorová rychlost této skupiny hvězd je od 105 do 114 km/s vzhledem ke Slunci.
Následkem velké úhlové vzdálenosti obou složek a dlouhé oběžné době kolem společného těžiště nebylo z počátku jasné, zdali jsou složky systému 61 Cygni fyzicky spojeny. Příslušná oprava paralaxy z 0,360" na 0,288" dala rozdíl vzdálenosti hvězdy více než dva světelné roky. Měření paralaxy v roce 1917 prokázalo, že vzdálenost hvězdy je výrazně nižší. V roce 1934 bylo publikováno, že systém 61 Cygni je fyzickou dvojhvězdou a byly zveřejněny elementy dráhy.
Pozorovatel s triedrem 7×50 může 61 Cygni pozorovat jako dvě binokulární pole jihovýchodně od jasné hvězdy Deneb. Oddělení dvou hvězd je mírně větší než úhlová velikost planety Saturn (16-20"). Při ideálních pozorovacích podmínkách může dvojhvězdu rozlišit triedr s optickým výstupem 6 mm.

## Fyzikální vlastnosti

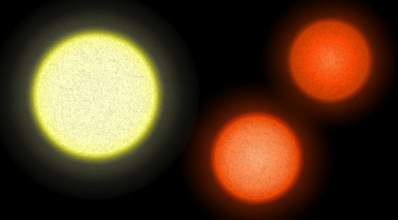
Srovnání Slunce (vlevo), 61 Cygni A (dole) a 61 Cygni B (vpravo nahoře).

Ačkoli je 61 Cygni vidět pouhým okem jako jediná hvězda, jedná se o dvojhvězdu složenou ze dvou hvězd hlavní posloupnosti, oranžových trpaslíků spektrální třídy K, 61 Cygni A a 61 Cygni B. Jasnější hvězda 61 Cygni A má zdánlivou hvězdnou velikost 5,2 mag, slabší 61 Cygni B má velikost 6,1 mag. Obě hvězdy jsou pravděpodobně starší než Slunce, pohybují se relativní rychlostí 108 km/s vzhledem ke Slunci, což má za následek značný vlastní pohyb hvězdy po obloze. Vzdáleností 11 světelných let se jedná o jednu nejbližších hvězd od Slunce. Hvězda bude nejblíže k Slunci kolem roku 20 000, přibližně 9 světelných let.
Obě hvězdy oběhnou kolem společného těžiště jednou za 659 let, jejich průměrná vzdálenost je 84 astronomických jednotek. Excentricita dráhy 0,48 znamená, že hvězdy jsou od sebe 44 astronomických jednotek v periastronu a 124 astronomických jednotek v apoastronu. Oběžné dráhy hvězd se těžko počítají z jejich hmotností a její hodnota tak zůstává sporná. V budoucnu by problém mohla vyřešit astroseismologie.
61 Cygni A je asi o 11 procent hmotnější 61 Cygni B. Má hvězdnou aktivitu o periodě 7,5±1,7 let, která je mnohem výraznější než cyklus Slunce. Dřívější odhad byl 7,3 roku. Kombinace aktivity slunečních skvrn společně s rotací a chromosférickou činností je charakteristická pro proměnné hvězdy typu BY Draconis. Vzhledem k diferenciální rotaci je rotace povrchu hvězdy podle zeměpisné šířky 27 až 45 dní, průměrná doba je 35 dní.
Hvězdný vítr hvězd vytváří bublinu v místním mezihvězdném mračnu. Ve směru pohybu hvězdy v Mléčné dráze se vyskytuje do vzdálenosti pouhých 30 AU, což je zhruba vzdálenost Neptunu od Slunce. Tato vzdálenost je nižší než vzdálenost mezi oběma složkami 61 Cygni, a tak hvězdy s největší pravděpodobností nesdílejí společnou atmosféru. Hustota atmosféry je pravděpodobně malá kvůli nízké hmotnosti a relativně vysoké rychlosti hvězdy.
Proměnnost složky B je méně pravidelná než složky A, s výraznými krátkodobými maximy. 61 Cygni B má 11,7letou periodicitu proměnnosti. Obě hvězdy vykazují hvězdné erupce, chromosférická činnost složky B je o 25 procent více aktivní než složky A. V důsledku diferenciální rotace se doba rotace pohybuje podle zeměpisné šířky mezi 32 až 47 dny, průměrná doba rotace je 38 dnů.
Věk soustavy 61 Cygni nelze spolehlivě určit. Kinematická data odhadují její stáří asi 10 miliard let. Gyrochronologie, neboli stanovení věku hvězdy na základě její rotace a barvy, dává průměrný věk 2,0±0,2 miliard let. Věk na základě chromosférické činnosti pro A a B je 2,36 a 3,75 miliard let. Horní hranice odhadu věku pomocí izochronické metody, která se týká evolučního modelu, je 0,44 až 0,68 miliard let. V roce 2008 evoluční model CESAM2k z observatoře Côte d'Azur odhadl věk obou složek na 6,0±1,0 miliard let.

## Hledání planetárního systému
Při několika příležitostech bylo publikováno, že 61 Cygni má neviditelné průvodce, planety nebo hnědého trpaslíka. Tyto hypotézy poprvé publikoval Kaj Strand z observatoře Sproul (pod vedením Petera van de Kampa) v roce 1942, kdy pozorováním zjistil drobné, ale systematické změny v oběžného pohyby 61 Cygni A a B. Tvrdil, že změny vyvolává třetí těleso na oběžné dráze kolem 61 Cygni A. V roce 1957, s přihlédnutím k nejistotám, určil, že objekt má hmotnost osmkrát vyšší než Jupiter; dále vypočetl oběžnou dobu na 4,8 let a hlavní poloosu oběžné dráhy planety na 2,4 AU. V roce 1977 sovětští astronomové z observatoře poblíž Pulkova u Petrohradu oznámili, že planetární systém zahrnuje tři planety: dvě obří planety s šesti a dvanácti hmotnostmi Jupitera kolem 61 Cygni A, a jednu obří planetu se sedmi hmotnostmi planety Jupiter kolem 61 Cygni B. V roce 1978, Wulff Dieter Heintz z observatoře Sproul dokázal, že důkazy o neviditelných společnících jsou nepodložené a není možno dokázat průvodce menšího než 6 procent hmotnosti Slunce, tj. 60 hmotností Jupitera.

### Možnosti planetárního systému
Když žádná planeta nebyla u hvězdy potvrzena, stanovil tým z observatoře McDonald limity pro přítomnost planet kolem 61 Cygni A a 61 Cygni B. U hvězd nemůže být planeta větší než 0,07 a 2,4 hmotnosti Jupitera blíže hvězdě než 0,05 a 5,2 AU.
Vzhledem k blízkosti ke Slunci je dvojhvězda častým cílem zájmu astronomů. Obě hvězdy byly vybrány společností NASA jako cíle navrhované sondy Space Interferometry Mission. Tato sonda by měla být potenciálně schopná detekovat planety třikrát těžší než Země ve vzdálenosti 2 AU od hvězdy.
Měřením tohoto systému byl zjištěn přebytek infračerveného záření daleko nad rámec obvyklého vyzařování hvězdami. Takový přebytek záření je většinou spojen s prachovým diskem, ale v tomto případě se nachází příliš blízko hvězdy, takže se může jednat o objekt, který dosud nebyl objeven dalekohledy.